# Philippe Pignarre
Philippe Pignarre (né en 1952) est un essayiste, traducteur et éditeur français.

## Parcours dans l'édition
Ayant suivi une formation en histoire, il devient fortuitement éditeur. Il est à l'origine d'une édition des essais en sciences humaines, psychiatrie et épistémologie. Il a été directeur de la communication des laboratoires Synthélabo au sein desquels il créa l'Institut Synthelabo pour le progrès et la connaissance (1990); cette initiative originale de mécénat éditorial rencontra un public grâce à la liberté de ton de la collection « Les Empêcheurs de penser en rond ». Lorsqu'en 1999 Synthélabo fut racheté par Sanofi pour devenir le groupe Sanofi-Synthélabo, Philippe Pignarre fut licencié.
Étant parvenu à récupérer un fonds qu'il avait constitué avec notamment comme collaborateurs Isabelle Stengers, François Dagognet ou Bruno Latour, il fonda sa propre maison d'édition rattachée aux éditions du Seuil. À la suite de désaccords, il quitte Le Seuil en 2008. Toujours sous sa direction, Les Empêcheurs de penser en rond sont désormais rattachée aux éditions La Découverte.
Philippe Pignarre a également traduit plusieurs livres de l'anglais dont : 
- Juan Cole, Bonaparte et la république française d’Égypte, La Découverte, 2014 ;
- Eric Cline, 1177 av. J.-C. Le jour où la civilisation s'est effondrée, La Découverte, 2015.
- Gillen d'Arcy Wood, L'année sans été, La Découverte, 2016
- Josiah Ober, L'énigme grecque, La Découverte, 2017
- Anna L. Tsing, Le champignon de la fin du monde, Les Empêcheurs de penser en rond / La Découverte, 2017
- Adrienne Mayor, Les Amazones, La Découverte, 2017
- Anders Winroth, Au temps des Vikings, La Découverte, 2018
- Linda M. Heywood, Njinga, La Découverte, 2018
- Kyle Harper, Comment l'Empire romain s'est effondré, La Découverte, 2019
- Josephine Crawley Quinn, À la recherche des Phéniciens, 2019
- Carla Hustak et Natasha Myers, Le ravissement de Darwin, Les Empêcheurs de penser en rond / La Découverte, 2020

## Politique
Il a milité à la Ligue communiste révolutionnaire pendant sept ans, dans les années 1970. À cette époque, il était contributeur dans le journal Rouge sous le pseudonyme de Philippe Andréa. 
Il est proche d'ATTAC, du NPA et des milieux altermondialistes. Il est un des fondateurs et animateurs de la Société Louise-Michel avec Daniel Bensaïd, Philippe Corcuff, Michael Löwy et Luc Boltanski.

## Publications
- Ces drôles de médicaments, Le Plessis Robinson, Les Empêcheurs de penser en rond, 1990
- Les deux médecines: Médicaments, psychotropes et suggestion thérapeutique, Paris, La Découverte, 1995
- Qu’est-ce qu’un médicament ? Un objet étrange, entre science, marché et société, Paris, La Découverte, 1997
- Comment la dépression est devenue une épidémie, Paris, La Découverte, 2001.
- Le Grand secret de l'industrie pharmaceutique, Paris, La Découverte, 2003.
- La Sorcellerie capitaliste, avec Isabelle Stengers, Paris, La Découverte, 2005.
- Les Malheurs des psys. Psychotropes et médicalisation du social, Paris, La Découverte, 2006.
- Collaboration au Livre noir de la psychanalyse.
- La cigale lacanienne et la fourmi pharmaceutique, Paris, EPEL, 2008.
- Être anticapitaliste aujourd'hui. Les défis du NPA, Paris, La Découverte, 2009.
- Latour-Stengers, un double vol enchevêtré, Paris, La Découverte, 2021.

## Articles sur Pignarre
- Nathalie Levisalles, « De la fuite dans les idées », dans  Libération, 11 juillet 2002.
- Robert Maggiori, Jean-Baptiste Marongiu, « Les “Empêcheurs de penser en rond” empêchés. À la suite d'un article du Canard enchaîné, l'existence de cette collection est menacée (Philippe Pignarre, Ian Hacking) », dans Libération, 26 janvier 2000.
- Emmanuel Poncet, « Taupe santé ; Philippe Pignarre, 54 ans, éditeur, créateur des Empêcheurs de penser en rond. Sa maison veut miner les dogmes de la médecine par une subversion soft », dans Libération, 2 février 2007.